# Antoine Mulet
Antoine Mulet, né en Dauphiné, fut nommé Premier Président au Parlement de Provence le 8 novembre 1502, et mourut sur sa terre natale, Premier Président au Parlement de Grenoble. Il épouse à une date indéterminée demoiselle Bonne de Veroy.

## Biographie
Antoine Mulet, fut nommé par le roi le 26 juillet 1502, en remplacement de Michel Riccio occupé pour les affaires du roi au royaume de Naples. Comme la peste exerçait alors ses ravages dans la capitale, il fut installé à Brignoles où le Parlement tint sa première séance, le 8 novembre 1502. Il démissionna en 1507 pour la charge de Premier Président au Parlement de Grenoble.